# Communauté de communes du Pays Dunois
Die Communauté de communes du Pays Dunois ist ein französischer Gemeindeverband mit der Rechtsform einer Communauté de communes im Département Creuse in der Region Nouvelle-Aquitaine. Sie wurde am 3. Dezember 2002 gegründet und umfasst 17 Gemeinden (Stand: 1. Januar 2020). Der Verwaltungssitz befindet sich in der Gemeinde Dun-le-Palestel.

## Historische Entwicklung
Mit Wirkung vom 1. Januar 2017 fusionierte der Gemeindeverband mit 
- Communauté de communes du Pays Sostranien sowie
- Communauté de communes de Bénévent-Grand-Bourg

und bildete so die Communauté de communes Monts et Vallées Ouest Creuse.
Das Verwaltungsgericht in Limoges annullierte die Fusion zum 31. Dezember 2019.

## Mitgliedsgemeinden
| Gemeinde                              | Einwohner 1. Januar 2022 | Fläche km² | Dichte Einw./km² | Code INSEE | Postleitzahl |
| ------------------------------------- | ------------------------ | ---------- | ---------------- | ---------- | ------------ |
| Chambon-Sainte-Croix                  | 86                       | 6,66       | 13               | 23044      | 23220        |
| Chéniers                              | 560                      | 34,90      | 16               | 23062      | 23220        |
| Colondannes                           | 288                      | 10,70      | 27               | 23065      | 23800        |
| Crozant                               | 433                      | 30,52      | 14               | 23070      | 23160        |
| Dun-le-Palestel                       | 1.086                    | 9,81       | 111              | 23075      | 23800        |
| Fresselines                           | 501                      | 30,78      | 16               | 23087      | 23450        |
| La Celle-Dunoise                      | 532                      | 29,11      | 18               | 23039      | 23800        |
| La Chapelle-Baloue                    | 118                      | 8,68       | 14               | 23050      | 23160        |
| Lafat                                 | 319                      | 21,28      | 15               | 23103      | 23800        |
| Le Bourg-d’Hem                        | 233                      | 15,39      | 15               | 23029      | 23220        |
| Maison-Feyne                          | 284                      | 13,27      | 21               | 23117      | 23800        |
| Naillat                               | 667                      | 36,23      | 18               | 23141      | 23800        |
| Nouzerolles                           | 97                       | 8,17       | 12               | 23147      | 23360        |
| Sagnat                                | 195                      | 11,81      | 17               | 23166      | 23800        |
| Saint-Sébastien                       | 629                      | 24,98      | 25               | 23239      | 23160        |
| Saint-Sulpice-le-Dunois               | 570                      | 30,85      | 18               | 23244      | 23800        |
| Villard                               | 381                      | 16,37      | 23               | 23263      | 23800        |
| Communauté de communes du Pays Dunois | 6.979                    | 339,51     | 21               | –          | –            |